# 電玩大觀園
《電玩大觀園》是衛視中文台和凤凰卫视中文台的電玩資訊節目，播出期間為1995年至2001年，歷經三個世代：第一代製作單位為三希資訊，主持人為張洛君；第二代製作單位為資訊傳真，前期主持人為卜學亮，後期主持人為劉爾金；第三代製作單位為富峰群資訊（1999年改名為遊戲橘子數位科技），主持人為天心。

## 歷史
《電玩大觀園》開播時首播時間為每週日17點30分至18點整，由三希資訊製作、張洛君主持。張洛君因服兵役而請辭，卜學亮接任《電玩大觀園》主持人；卜學亮請辭後，劉爾金接任《電玩大觀園》主持人。
1996年，資訊傳真買下三希資訊做為進軍電視界的跳板，《電玩大觀園》遂改由資訊傳真製作；1998年9月，衛視中文台改與富峰群資訊合作，由富峰群資訊組成全新的製作小組來製作《電玩大觀園》，《電玩大觀園》主持人由劉爾金改為天心。《電玩大觀園》的製作方式，一直都是製作單位向衛視中文台領取製作費，廣告收入屬於衛視中文台。《電玩大觀園》天心時期每集都有天心的cosplay扮相，是此時期的特色。2001年，天心為赴海外遊學而請辭，卜學亮代班主持不久，《電玩大觀園》停播。
1998年8月23日，《電玩大觀園》在AC尼爾森收視率調查中的排名攀升到第七名，僅輸給TVBS頻道《新射鵰英雄傳》及《無線晚報》、超級電視台《黃金傳奇》、衛視中文台《新七龍珠》及《熱鬥小馬》；在此之前，在AC尼爾森收視率調查中，《電玩大觀園》都在有線電視節目收視率的前八十名內。
2001年5月29日，《電玩大觀園》舉辦記者會，宣布自該年6月3日起，除每週六至週日17點30分至18點整的原時段播出外，增加每週日晚間20點30分至21點整的播出時段。

## 單元
〈New Game櫥窗〉
各世代共通的每集第一個單元，混合介紹本週的新電腦遊戲（PC game）及電視遊戲（TV game）。
〈PC game排行榜〉
各世代共通的單元，公布本週的電腦遊戲銷售排行榜。
〈TV game排行榜〉
各世代共通的單元，公布本週的電視遊戲銷售排行榜。
〈電玩X檔案〉
天心時期的單元，專訪電玩業界人物及藝人。
〈玩家改裝室〉
天心時期的單元。
〈全國大尋寶〉
天心時期的單元，活動內容類似《黃金傳奇》，可讓大專社團、玩家組隊參加。
〈電玩哈拉一番〉
天心時期的單元，在官方網站設計「哈拉主題」開放觀眾留言，天心會瀏覽觀眾留言。
〈Cosplay同樂會〉
天心時期的單元，追蹤報導cosplay的相關訊息，還會不定期舉辦cosplay活動或電玩PK賽。